# Strada statale 409 di Plessiva
La ex strada statale 409 di Plessiva (SS 409), ora strada regionale 409 di Plessiva (SR 409), è una strada regionale italiana, che si sviluppa in Friuli-Venezia Giulia.

## Percorso
Inizia presso Cormons, alla confluenza con la ex strada statale 356 di Cividale, per terminare al confine di Stato con la Slovenia di Plessiva, sempre nel comune di Cormons.
Dal 1º gennaio 2008 la gestione è passata alla Regione Friuli-Venezia Giulia, che ha provveduto al trasferimento delle competenze alla società Friuli Venezia Giulia Strade S.p.A..